# The Key to Time
The Key to Time (La Llave del Tiempo) es el título de un macroserial colectivo que interconecta los seis seriales de la 16.ª temporada de la serie británica de ciencia ficción Doctor Who en un solo argumento concebido por el productor Graham Williams, quien lo propuso como parte de su solicitud para el trabajo de productor en 1976. El título se refiere a un poderoso artefacto, la Llave del Tiempo, cuyos fragmentos deben buscar el Cuarto Doctor, Romana y K-9 durante la historia.

## Argumento
Una figura conocida como el Guardián Blanco encarga al Doctor y K-9, ayudados por una nueva acompañante, la Señora del Tiempo Romana, la búsqueda de los seis fragmentos de la Llave del Tiempo, un artefacto cósmico de apariencia de cubo perfecto que mantiene el equilibrio en el universo. Al ser demasiado poderoso para estar en manos de una sola criatura, se ha dividido en seis fragmentos que se han repartido por todo el espacio y el tiempo disfrazados por su propio poder en cualquier forma y tamaño. Sin embargo, como el equilibrio en las fuerzas del universo está demasiado perturbado, el Guardián Blanco necesita recuperar los fragmentos de la Llave para restaurarlo. También le advierte sobre el Guardián Negro, que también quiere hacerse con la Llave del Tiempo para su propio interés maligno.
El primer fragmento está disfrazado como un bulto de Jethryk en el planeta Ribos. El segundo es el planeta Calufrax miniaturizado por el planeta pirata espacial Zanak. El tercero es el Gran Sello de Diplos, robado por un criminal de ese planeta. El Cuarto es parte de una estatua en el planeta Tara. El quinto se lo ha tragado el calamar Kroll, convirtiéndolo en un monstruo gigante. El fragmento final es una mujer humanoide, la princesa Astra.
En el episodio final, el Guardián Negro, disfrazado como el Guardián Blanco, intenta robarle al Doctor la Llave. Sin embargo, el Doctor descubre su farsa y ordena a los fragmentos de la Llave del Tiempo que se vuelvan a dispersar por el espacio y el tiempo, salvo el sexto que vuelve a convertir en la princesa Astra. Tras esto, el Doctor decide instalar un dispositivo aleatorio en el sistema de navegación de la TARDIS para hacer sus viajes impredecibles y así escapar del Guardián Negro.

## Reparto
Tom Baker siguió interpretando al Cuarto Doctor y debutó Romana, interpretada por Mary Tamm. Esta temporada es la única en la que aparece Tamm interpretando a la primera encarnación de Romana, ya que la segunda encarnación, interpretada por Lalla Ward, debutó en la siguiente temporada, aunque Ward sí estuvo presente en la temporada, en el último serial, interpretando a la princesa Astra, en quien Romana se inspirará en la siguiente temporada para reencarnarse y tomar su apariencia.

## Seriales
Douglas Adams sucedió a Anthony Read como editor de guiones a partir de The Armageddon Factor. La historia se divide en seis subhistorias independientes pero enlazadas.

| N.º de hist. | N.º en temp. | Título                  | Dirigido por          | Escrito por             | Fecha de emisión original                                                                                                 | Código de prod. | Audiencia (millones) |
| --- | ------------ | ----------------------- | --------------------- | ----------------------- | --- | --------------- | -------------------- |
| 98 | 1234         | «The Ribos Operation»   | George Spenton-Foster | Robert Holmes           | 2 de septiembre de 19789 de septiembre de 197816 de septiembre de 197823 de septiembre de 1978                            | 5A              | 8.38.17.98.2         |
| El Doctor es reclutado por el Guardián Blanco para buscar los seis fragmentos de la Llave del Tiempo. La búsqueda del primer fragmento les lleva a Ribos, un planeta medieval que el estafador Garron intenta vender a Vynda-K.                         |              |                         |                       |                         | |                 |                      |
| 99 | 5678         | «The Pirate Planet»     | Pennant Roberts       | Douglas Adams           | 30 de octubre de 19787 de octubre de 197814 de octubre de 197821 de octubre de 1978                                       | 5B              | 9.17.48.28.4         |
| La búsqueda del segundo fragmento le lleva hasta el planeta artificial Zanak, hueco por dentro y con motores para viajar en el hiperespacio, permitiendo a su capitán cyborg materializarse alrededor de planetas más pequeños para robar sus recursos. |              |                         |                       |                         | |                 |                      |
| 100 | 9101112      | «The Stones of Blood»   | Darrol Blake          | David Fisher            | 28 de octubre de 19784 de noviembre de 197811 de noviembre de 197818 de noviembre de 1978                                 | 5C              | 8.66.69.37.6         |
| La búsqueda del tercer fragmento les lleva a la Tierra en los setenta, donde los viajeros se enfrentan a rituales druidicos, círculos de piedra y una diosa llamada Cailleach.                                                                          |              |                         |                       |                         | |                 |                      |
| 101 | 13141516     | «The Androids of Tara»  | Michael Hayes         | David Fisher            | 2 de septiembre de 19789 de septiembre de 197816 de septiembre de 197823 de septiembre de 1978                            | 5D              | 9.510.18.99.0        |
| La búsqueda del cuarto fragmento les lleva al planeta Tara, donde el Doctor y Romana se ven envueltos en sus juegos políticos, con dobles, androides o de otro tipo, complican la coronación del príncipe Reynart.                                      |              |                         |                       |                         | |                 |                      |
| 102 | 17181920     | «The Power of Kroll»    | Norman Stewart        | Robert Holmes           | 23 de diciembre de 197830 de diciembre de 19786 de enero de 197913 de enero de 1979                                       | 5E              | 6.512.48.99.9        |
| La búsqueda del quinto fragmento les lleva a la tercera luna de Delta Magna, atrapados en medio de una disputa entre los trabajadores de una refinería de metano y los nativos, conocidos como los Pantanosos.                                          |              |                         |                       |                         | |                 |                      |
| 103 | 212223242526 | «The Armageddon Factor» | Michael Hayes         | Bob Baker y Dave Martin | 20 de enero de 197927 de enero de 19793 de febrero de 197910 de febrero de 197917 de febrero de 197924 de febrero de 1979 | 5F              | 7.58.87.88.69.6      |
| La búsqueda del sexto y último fragmento les lleva a Atrios, un mundo atrapado en una eterna guerra estancada con su planeta vecino de Zeos. Pero el Guardián Negro se acerca.                                                                          |              |                         |                       |                         | |                 |                      |

## Emisión
The key to Time se emitió entre el 2 de septiembre de 1978 y el 24 de febrero de 1979.

### Publicación en DVD
La temporada se publicó íntegra con restauración y extras mínimos sólo en la región 1 el 1 de octubre de 2002 en una compilación además de cada serial individualmente. Una edición limitada de la compilación completamente restaurada y con más extras se publicó en la región 2 el 24 de septiembre de 2007. Esta edición limitada se publicó el 7 de noviembre de 2007 en la región 4, el 3 de marzo de 2009 en la región 1 como "edición especial" (allí, también individualmente), y el 16 de noviembre de 2009 de nuevo en la región 2, esta vez de forma no limitada.